# Station Wintermoor
Station Wintermoor (Haltepunkt Wintermoor) is een spoorwegstation in de Duitse plaats Wintermoor an der Chaussee, gemeente Schneverdingen, Ortsteil Ehrhorn, in de deelstaat Nedersaksen. Het station ligt aan de spoorlijn Walsrode - Buchholz. De plaats Wintermoor ligt op ongeveer 2 kilometer afstand van het station, tussen het station en Wintermoor ligt het wijkje Bahnhof Wintermoor. Het station zelf ligt in de plaats Wintermoor an der Chaussee. De naam Chaussee is een oude term voor een onverharde hoofdweg. Al deze plaatsen horen bij de gemeente Schneverdingen.

## Indeling
Het station beschikt over één perron, dat niet overkapt is, maar waar wel een abri is geplaatst. Naast het station is er een fietsenstalling en een parkeerterrein. Aan de Poststraße is er bushalte.
In april 1945, tijdens de Tweede Wereldoorlog,  gebeurde hier een tragedie bij een bombardement. Zie onder Schneverdingen: Geschiedenis.

## Verbindingen
Het station wordt bediend door treinen van erixx. De volgende treinserie doet het station Wintermoor aan:
| Serie | Treinsoort           | Route                                                                      | Bijzonderheden |
| ----- | -------------------- | -------------------------------------------------------------------------- | -------------- |
| RB 38 | Regionalbahn (Erixx) | Buchholz (Nordheide) – Wintermoor – Soltau (Han) – Walsrode – Hannover Hbf |                |